# Dekanat Nisko
Dekanat Nisko – jeden z 25 dekanatów w rzymskokatolickiej diecezji sandomierskiej.

## Parafie
W skład dekanatu wchodzi 9 parafii:
- parafia MB Fatimskiej – Nisko
- parafia MB Królowej Polski – Nisko-Malce
- parafia Miłosierdzia Bożego – Nisko-Podwolina
- parafia św. Jana Chrzciciela – Nisko
- parafia św. Józefa Oblubieńca – Nisko
- parafia MB Królowej Polski – Nowosielec
- parafia Niepokalanego Poczęcia NMP – Ruda
- parafia św. Stanisława Biskupa i Męczennika – Racławice
- parafia św. Jana Gwalberta i św. Tekli – Stany.

## Terytorium
Dekanat obejmuje większą część gmin: Bojanów i Nisko. W przypadku gminy Nisko obejmuje swoim obszarem wszystkie miejscowości z wyjątkiem Zarzecza, które należy do dekanatu Ulanów. W gminie Bojanów teren dekanatu obejmuje większość gminy z wyjątkiem południowej jej części (sołectwa: Bojanów za Rzeką, Cisów-Las, Gwoździec, Korabina, Laski), która jest podzielona pomiędzy dekanaty: Raniżów i Rudnik nad Sanem. Ponadto dekanat obejmuje niewielkie fragmenty gmin: Pysznica i Rudnik nad Sanem (ulica Zasanie w Pysznicy oraz przysiółek Borowina w Przędzelu).

## Sąsiednie dekanaty
Nowa Dęba, Pysznica, Raniżów, Rudnik nad Sanem, Stalowa Wola, Ulanów.